# The Brothers Four
The Brothers Four est un groupe américain de musique folk fondé en 1957 à l'université de Washington par Bob Flick, Mike Kirkland, John Paine et Richard Foley. Ils sont principalement connus pour leur titre Greenfields de 1960.